# Schloss Beesdau

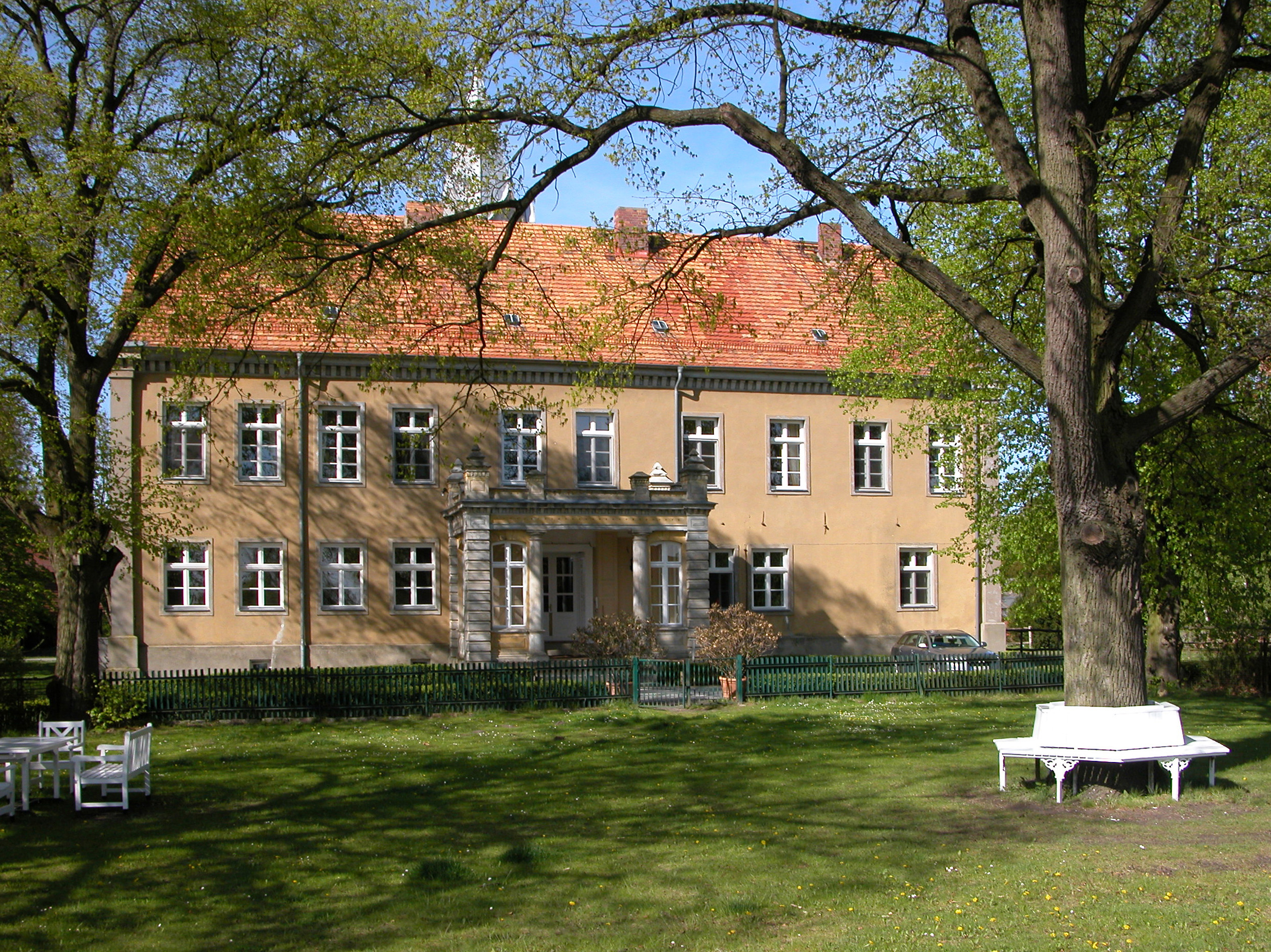
Schloss Beesdau

Das Schloss Beesdau ist ein Herrenhaus in Beesdau, einem Ortsteil der Gemeinde Heideblick im Landkreis Dahme-Spreewald im Land Brandenburg. Die offizielle Bezeichnung in der Landesdenkmalliste lautet: Herrenhaus mit Park und Wirtschaftshof, bestehend aus Nutz- und Freiflächen einschließlich des Rondells mit historischem Baumbestand, Sattlerei/Remise, Schmiede, Verwalterhaus, Pferdestall mit Kornböden und Saatgutreinigungsmaschine, Jungviehstall, Schaf-/späterem Schweinestall, Scheune, Rinderstall mit den erhaltenen Teilen der angrenzenden Scheune sowie der Gärtnerei mit Gewächshäusern, Anzuchtflächen, Einfriedungen und Heizhaus.

## Lage
Die Straße der Einheit führt von Norden kommend in den Ort. Dort, am nördlichen Dorfeingang, steht das Ensemble westlich der Straße auf einem Grundstück, das mit einem schlichten Zaun eingefriedet ist.

## Geschichte

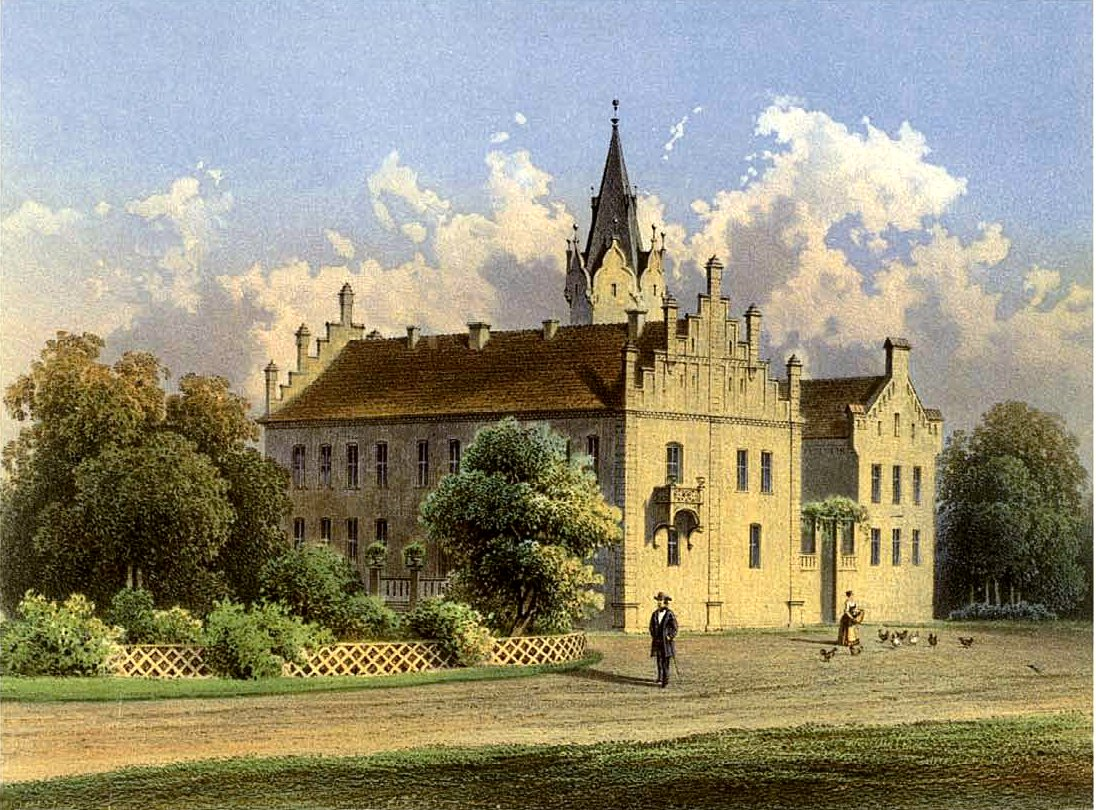
Schloss Beesdau um 1860/61, Sammlung Duncker

Das Brandenburgische Landesamt für Denkmalpflege und Archäologische Landesmuseum (BLDAM) verweist darauf, dass die Dreiflügelanlage „im Kern“ im 14. bis 16. Jahrhundert entstand. Die Lausitzer Rundschau  berichtete in einem Artikel über die Anlage, dass sie im Jahr 1366 erstmals erwähnt und damit „zu den ältesten in der Niederlausitz“ gehöre. Vom ursprünglichen Gebäude sind jedoch nur noch die Kellergewölbe sowie die Umfassungsmauern eines quadratischen Turms im Südflügel erhalten geblieben. Im Dreißigjährigen Krieg soll das Schloss zerstört und wieder aufgebaut worden sein. Das Gebäude war bis zum Ende des 18. Jahrhunderts im Besitz der Familie von Polenz.  Sie hatten eine eigene Familienlinie Polenz-Beesdau. Im Jahr 1841 erwarb der Agronom und Reformer der Landwirtschaft Johann Gottlieb Koppe das Anwesen. Auf seine Initiative hin kam es in der Mitte des 19. Jahrhunderts durch Emil Flaminius zu einer eingreifenden Erneuerung. Dabei wurden der Nordflügel verlängert und der neugotische Treppenturm im Hof errichtet. Nach dem 1879 erstmals amtlichen Generaladressbuch der Ritterguts- und Gutsbesitzer für die Provinz Brandenburg beinhaltet das Gut Beesdau 772 ha. Eigentümer, nebst Brennerei und Ziegelei, zu jener Zeit ist ein Amtsrat Kühne. Seine Erben besitzen um 1929/1930 das 1403 ha große Rittergut und betreiben eine große Schafsviehwirtschaft. Als Gutsleitung führt Verwalter Bange.
Nach dem Zweiten Weltkrieg wurden die Besitzer, die Familie Kühne, enteignet und das Gebäude als Kulturhaus genutzt. In dieser Zeit wurde es baulich verändert. Nach der Wende erwarb ein Nachfahre der Gutsbesitzerfamilie das Ensemble von der Treuhandanstalt, um es ab 1995 zu restaurieren. Es ist im 21. Jahrhundert im Privatbesitz der Familie Koppe.

## Baubeschreibung

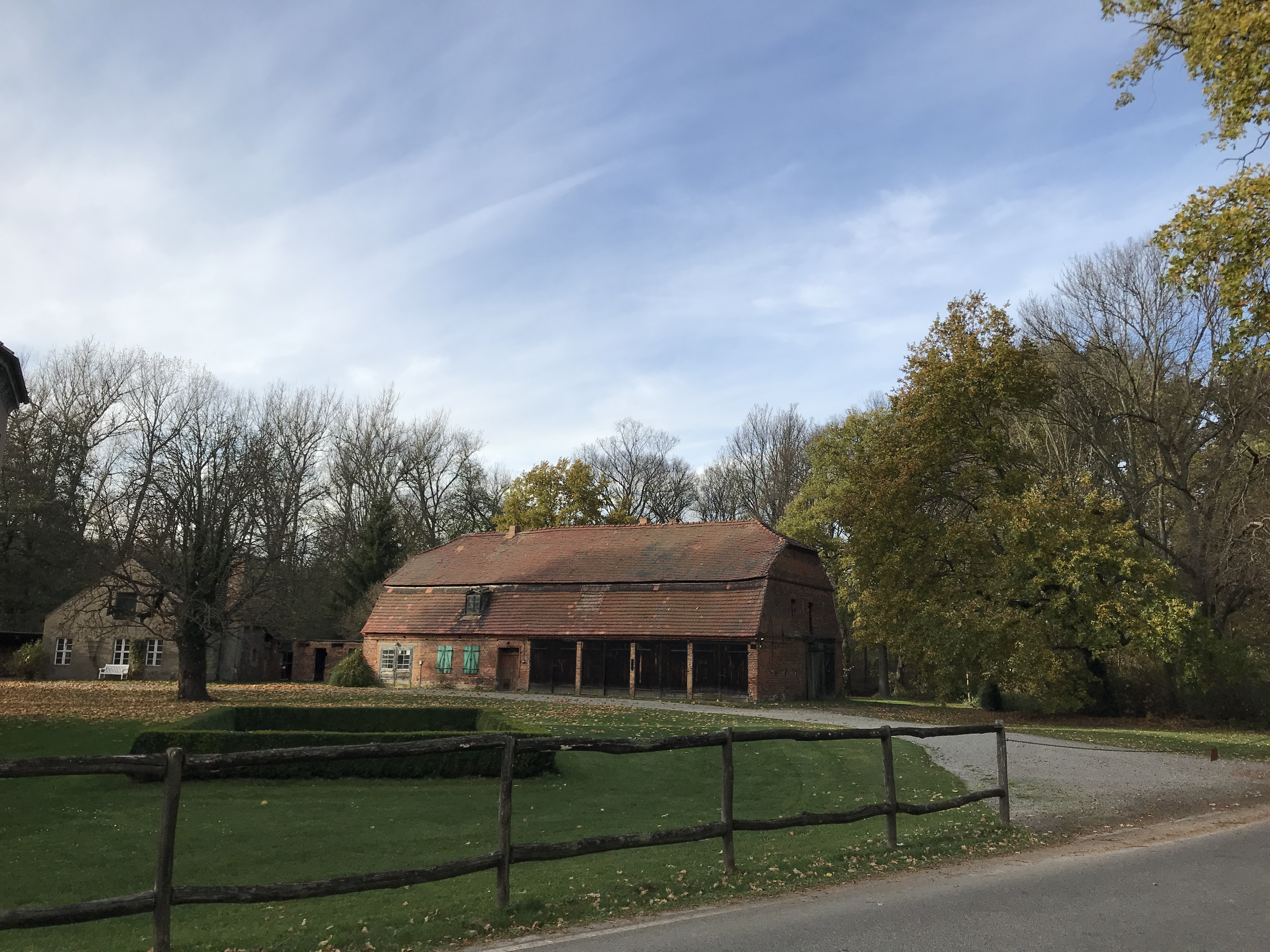
Wirtschaftsgebäude

Das Bauwerk entstand im Wesentlichen aus Mauersteinen, die anschließend verputzt wurden. Nach dem Umbau in der Mitte des 19. Jahrhunderts präsentiert sich das Schloss als Dreiflügelanlage, die um einen schmalen Hof gruppiert wurden. Leicht ausmittig befindet sich ein Turm. Die Flügel sind zweigeschossig und wurden auf einem schmalen und ebenfalls verputzten Sockel errichtet. Die Ecken des Bauwerks sind durch Lisenen betont, die Fenster hochrechteckig. Am Übergang zum Dach ist ein nach unten geöffneter Fries. Zur Südseite befindet sich der Haupteingang, der von einem Vorbau eingerahmt wird. Dessen Säulen sind mit Quaderputz verziert; oberhalb ist ein zinnenbesetzter Balkon. Zur Straßenseite ist die Fassade deutlich schlichter gestaltet. Der Südflügel ist mittig durch einen Pilaster optisch getrennt. Zur Südseite sind in beiden Geschossen je ein Fenster, an der nördlichen Seite im unteren Geschoss eines, darüber zwei Fenster; ebenso im Giebel. Am Nordflügel befinden sich je drei Fenster sowie zwei weitere Fenster im Giebel. Die Nordseite ist schlicht gestaltet und verfügt über je sechs Fenster pro Geschoss. Zwischen den beiden Flügeln befindet sich ein runder neugotischer Turm, der auf einem mittelalterlichen Fundament fußt. Er besitzt vier Geschosse mit rundbogenförmigen Fenstern. Zwischen dem zweiten und dritten Geschoss ist ein umlaufendes Gesims angeordnet, ebenso am Übergang zum Turmhelm.
Zum Bauensemble gehört ein großzügig angelegter Wirtschaftshof mit einem Verwalterhaus, einer Schmiede, einer Sattlerei und zahlreichen Ställen. Der ehemalige barocke Gutspark wurde im Zuge der Umbaumaßnahmen am Gebäude ebenfalls in der Mitte des 19. Jahrhunderts in einen Landschaftspark umgewandelt.